# Precis pelarga
Precis pelarga là một loài bướm ngày trong họ Nymphalidae. Con bướm trưởng thành có sải cánh dài dài 43–51 milimét (1,7–2,0 in). Con trưởng thành bay từ tháng đến tháng trong năm. Ấu trùng loài này ăn loài 
Loài này hiện diện ở châu Phi nhiệt đới (Senegal, Angola, Zambia, Cộng hòa Dân chủ Congo, Uganda, tây Kenya, Ethiopia).
Loài này có thể tìm thấy ở rừng mở và xavan ở độ cao khoảng 0–1.350 mét (0–4.429 ft) trên mực nước biển.